# Timoteo Maria Ascensi
Timoteo Maria Ascensi OCD (bürgerlich Antonio Ascensi; * 28. Februar 1759 in Contigliano; † 6. Dezember 1828 in Osimo) war ein italienischer Bischof.

## Leben
Antonio Ascensi trat in den Orden der unbeschuhten Karmeliten ein und nahm den Ordensnamen Timoteo Maria. Er legte die Profess in der römischen Provinz des Ordens ab.
Er empfing am 6. März 1773 die Priesterweihe. Er war Professor der Theologie im Studium Generale seines Ordens, Traspontina, Rom. Am 29. Dezember 1787 wurde er ewiger Definitor der römischen Provinz. Das Ordenskapitel wählte ihn zum Generaloberen. Er lehrte seit 1807 als Professor Moraltheologie an der Universität La Sapienza und im Priesterseminar von Rieti.
Nachdem der Kirchenstaat 1809 von Napoleon annektiert worden war, weigerte er sich zusammen mit anderen Generaloberen, einen Treueid auf Napoleon zu schwören. Deshalb wurden sie in der Engelsburg inhaftiert und später nach Paris deportiert. Er wurde nach Vouziers verbannt und unterzeichnete unter Druck eine Version des Treueides, da er dachte, diese sei von Pius VII. genehmigt worden; daraufhin durfte er nach Italien zurückkehren. Als er herausfand, dass die Formel, die er geschworen hatte, nicht vom Papst angenommen worden war, zog er diesen Eid im Jahr 1812 öffentlich in Rom zurück.
Papst Leo XII. ernannte ihn am 24. Mai 1824 zum Bischof von Rieti. Der Kardinalvikar, Giacinto Placido Zurla OSBCam, spendete ihm am 27. Mai desselben Jahres in Rom die Bischofsweihe. Von seinem Amt trat er am 24. April 1827 zurück. Am 21. Mai 1827 wurde er zum Bischof von Osimo und Cingoli ernannt.
Er sollte im Konsistorium am 15. Dezember 1828 zum Kardinal erhoben werden, starb aber wenige Tage zuvor an einem Schlaganfall.